# Église Notre-Dame de Lapeyrouse
Pour les articles homonymes, voir Chapelle Saint-Jean-Baptiste.
L'église Notre-Dame de Lapeyrouse est une église située à Lafrançaise, en Tarn-et-Garonne, en région Occitanie (France).

## Description
Église de style romano-byzantin surmontée d'une coupole. Située en Bas-Quercy sur un promontoire surplombant la vallée du Lemboulas à 1,5 kilomètre au nord-ouest de Lafrançaise. C'est un lieu de pèlerinage le lundi de Pentecôte,.

## Toponymie
Le nom Lapeyrouse viendrait de "Santa Maria de Petrosa", peirosa signifiant "pierreux" en occitan donc le lieu pierreux. Ou Petra alta («rocher haut») étymologie la plus vraisemblable.

## Historique
L'église Notre-Dame de Lapeyrouse est érigée sur l’emplacement d'un ancien dolmen, attesté en 1065 par un document officiel du XIIIe siècle. En 1240, elle fut donnée à l'abbaye de Moissac où elle figure parmi les possessions.
Elle est entièrement reconstruite entre 1877 et 1879 par Gabriel Bréfeil, architecte de Toulouse.
L'église Notre-Dame de Lapeyrouse est inscrite au titre de monument historique, par arrêté du 25 février 1992. Une statue de la Vierge à l'Enfant est référencée dans la base Palissy.

## Galerie

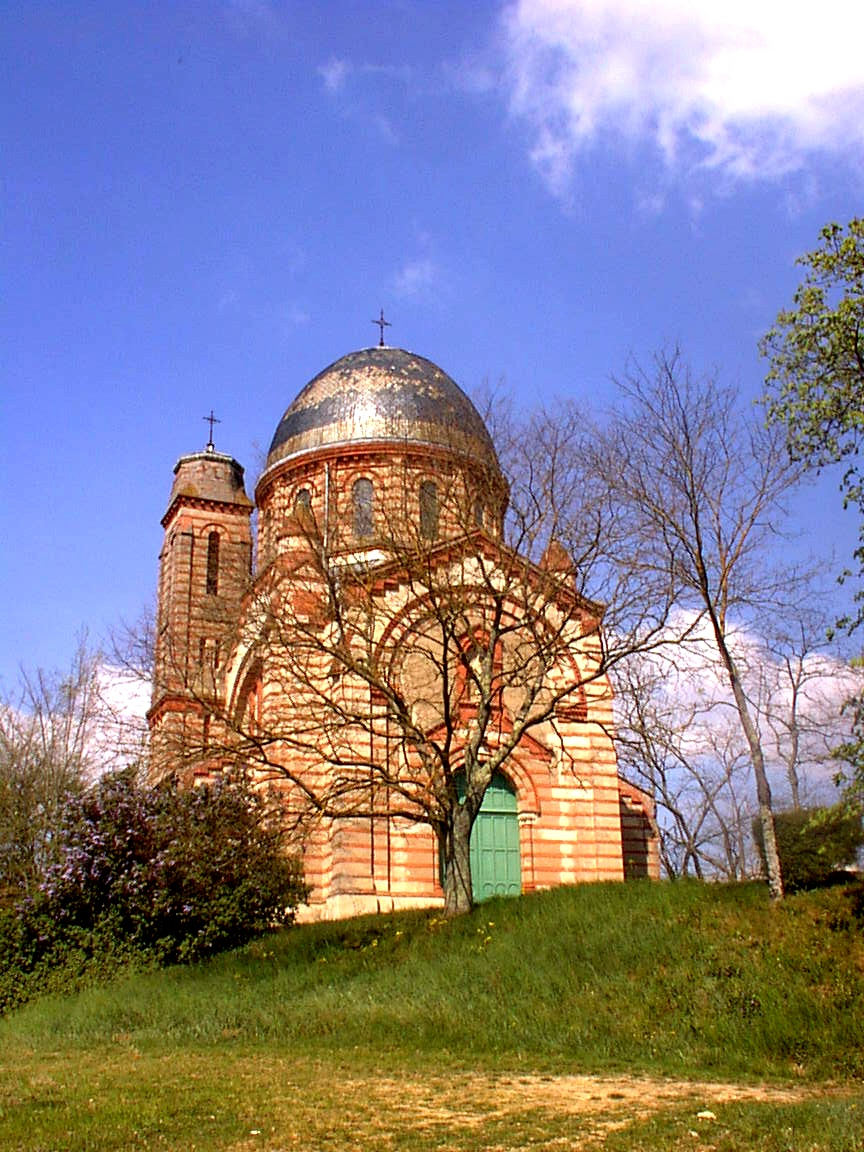
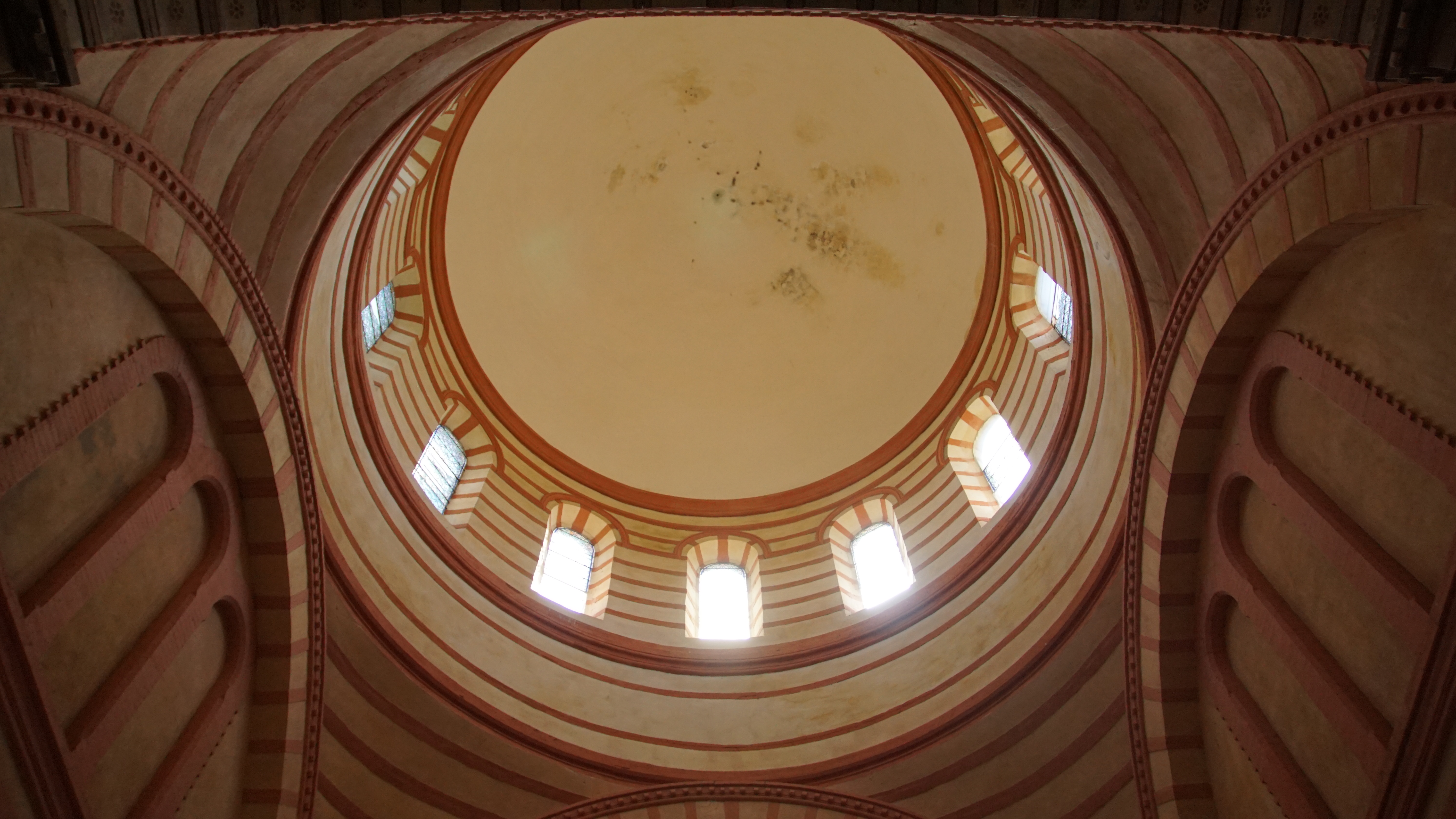
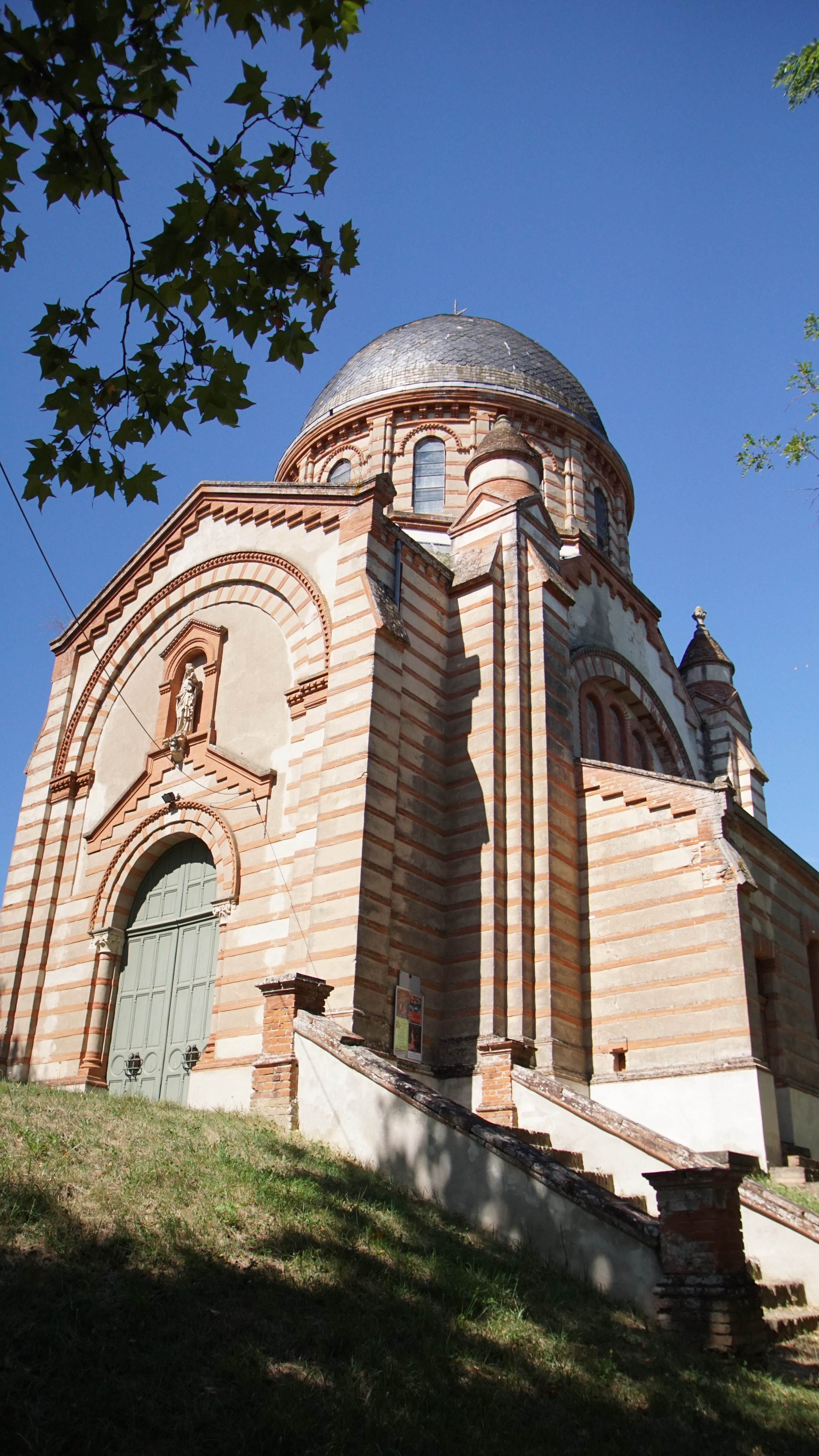

## Intérieur
Le peintre Louis Cazottes a peint en 1891 l'abside et le chœur, l’œuvre la plus imposante étant l'Assomption de la Vierge.